# Łukasz Migdalski
Łukasz "Migdał" Migdalski (ur. 26 stycznia 1975) – polski muzyk, kompozytor i klawiszowiec. Członek Akademii Fonograficznej ZPAV. Od 1996 do 2000 roku występował w grupie Aion. W 1999 roku dołączył do formacji Lebenssteuer. Następnie współpracował z zespołem Sacriversum.
W 2005 roku dołączył do zespołu Artrosis w którym zastąpił Macieja Niedzielskiego. Pod koniec 2010 roku wraz z gitarzystą Krystianem Kozerawskim, basistą Remigiuszem Mielczarkiem oraz perkusistą Pawłem Świcą opuścił formację Artrosis. Tego samego roku muzycy powołali zespół pod nazwą Electric Chair.
5 lipca 2008 roku Migdalski ożenił się z Agatą Lejbą – wokalistka znaną z występów w grupie Pathfinder.
W 2024 roku znalazł się ponownie w składzie reaktywowanego Aion.

## Dyskografia
Artrosis
- Con Trust (2006, Mystic Production)

Aion
- Midian (1996, Morbid Noizz Productions)
- Noia (1998, Morbid Noizz Productions)
- Reconciliation (2000, Metal Mind Productions)

Lebenssteuer
- Dead Smile (2001, Nova Production, Koch International)
- Demo'03 (2003, wydanie własne)
- No Repent (2006, wydanie własne)

## Nagrody i wyróżnienia
| Fryderyki | Fryderyki   | Fryderyki                 | Fryderyki | Fryderyki |
| Rok       | Album       | Kategoria                 | Nota      |           |
| --------- | ----------- | ------------------------- | --------- | --------- |
| 1998      | Aion – Noia | Album roku - hard & heavy | Nominacja |           |